# Walter Baade
Wilhelm Heinrich Walter Baade (24. března 1893 Preußisch Oldendorf – 25. června 1960 Göttingen) byl německý astronom, který v roce 1931 emigroval do USA. V letech 1919 až 1931 pracoval na observatoři v Hamburku, v letech 1931 až 1958 v observatoři Mt. Wilson. Jako prvnímu se mu podařilo rozlišit jednotlivé hvězdy v centrálních oblastech galaxie M31 v Andromedě. Spolu s Fritzem Zwickym přišli s myšlenkou, že supernova může vytvořit neutronovou hvězdu. Byl také objevitelem deseti planetek. V roce 1949 objevil asteroid Icarus.